# Streatham & Brixton Chess Club
Streatham & Brixton Chess Club – angielski klub szachowy z siedzibą w Londynie, zwycięzca National Club Championships w 1985 roku.

## Historia
Około 1871 roku założono klub Endeavour, później przemianowany na Brixton Chess Club. W 1885 roku klub ten po raz pierwszy wygrał Surrey Trophy, zaś w 1898 roku został zwycięzcą London League. W okresie międzywojennym był jednym z największych klubów szachowych w kraju. Streatham Chess Club został natomiast założony około 1890 roku. W 1946 roku oba kluby połączyły się, a spotkania odbywały się w dawnej siedzibie Streatham Chess Club. Na przełomie lat 60. i 70. nastąpił kryzys w działalności, jednak po mistrzostwach świata 1972 nastąpiło ożywienie. Prowadzono również program juniorski. W sezonie 1976/1977 klub wygrał London Chess League i Surrey League. W 1983 roku klub wygrał British Team Lightning Championship, zaś dwa lata później zwyciężył w rozgrywkach National Club Championships. W sezonie 1985/1986 Streatham & Brixton uczestniczył w Pucharze Europy. Angielski klub odpadł wówczas w pierwszej rundzie po porażce z Partizanem Belgrad. W 1989 roku zespół zwyciężył w kategoriach Open Plate i National Plate krajowych rozgrywek.
W klubie grali m.in. Glenn Flear, Joseph Gallagher, Harry Golombek, Mark Hebden, Julian Hodgson, Raymond Keene, Anthony Kosten i Nigel Povah.